# Роял-Джеографікал-Сосайєті
Роял-Джеографікал-Сосайєті (англ. Royal Geographical Society Island) — острів Канадського Арктичного архіпелагу. Найбільший з островів Роял-Джеографікал-Сосайєті. Норвезький полярний дослідник Руаль Амундсен назвав острів на честь Королівського географічного товариства. Станом на 2012 рік — безлюдний.

## Географія

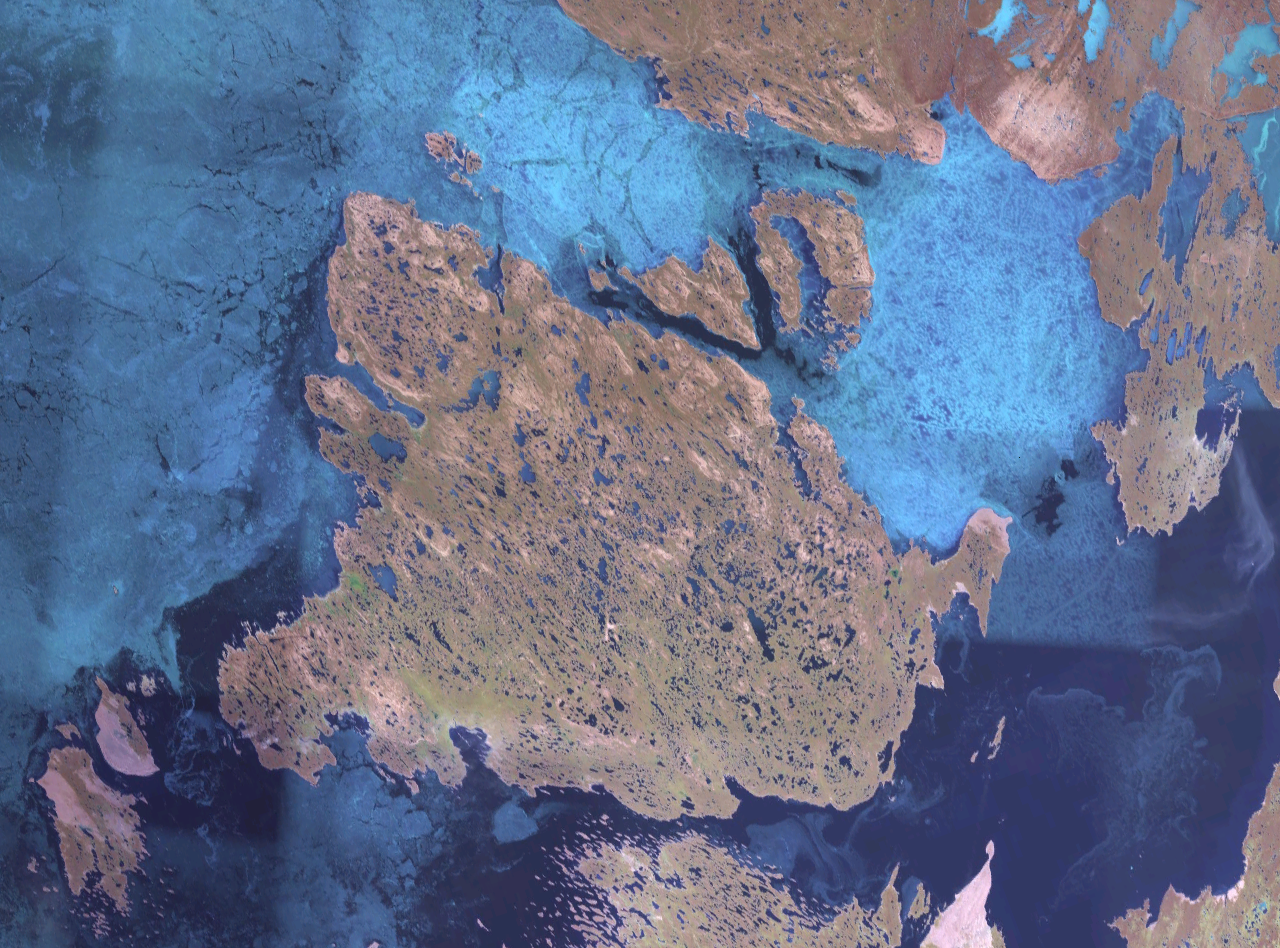
Острів Кінг-Вільям та острови Роял-Джеографікал-Сосайєті (у лівому нижньому кутку карти)

Острови розташовані у водах протоки Вікторія між великими островами Вікторія та Кінг-Вільям. На південний захід розташований острів Дженні-Лінд. Відстань від географічного центру Канади становить 1015 км, відстань від столиці країни Оттави — 2954 км. Площа — 458,1 км². Найвища точка — 53 м.
На острові є три визначені точки суші: мис Девідсон на південному заході, мис Адамс на південному сході та мис Вартон на північному заході. Мис Девідсон названо на честь географа Джорджа Девідсона (1825—1911).
За класифікацією Всесвітнього фонду дикої природи острови Роял-Джеографікал-Сосайєті, як і сусідні острови Вікторія та Кінг-Вільям, входить до північноамериканського екорегіону полярної тундри (Middle Arctic tundra).